# Peter Ševela
Peter Ševela (ur. 16 października 1983 w Martinie) – słowacki hokeista. Reprezentant juniorski Słowacji oraz seniorskiej kadry Węgier.
Jego ojciec Petr (ur. 1955) także był bramkarzem hokejowym.

## Kariera
- HKm Zvolen B (1999-2005)
- HKm Zvolen (2000-2005)
  -  HK Nitra (2003/2004)
- MHC Martin (2005-2007)
  -  HC 05 Banská Bystrica (2005/2006, 2007/2008)
- MsHK Žilina (2007-2008)
- KH Sanok (2008)
- DAB. Docler (2009-2015)
- HK 36 Skalica (2015-2016)
- Ferencvárosi TC (2016-2018)
- Dunaújvárosi Acélbikák (2018)

Wychowanek klubu HKm Zvolen. Przez wiele sezonów występował w klubach słowackiej ekstraligi, 1. ligi słowackiej, superligi rosyjskiej, rozgrywek MOL Liga. W grudniu 2008 został zawodnikiem KH Sanok i wkrótce potem doznał kontuzji. Przez pierwsze sześć sezonów grał w barwach Dunaújvárosi Acélbikák. Latem 2015 został zawodnikiem klubu ze Skalicy, w barwach którego grał w sezonie ekstraligi słowackiej 2015/2016, którego ta drużyna nie ukończyła. W 2016 przeszedł do węgierskiego Ferencvárosi TC. W lipcu 2018 został zawodnikiem Dunaújvárosi Acélbikák, w którego zespole bronił do listopada 2018, a w styczniu 2019 ogłosił zakończenie kariery zawodniczej.
Był reprezentantem juniorskich kadr Słowacji; wystąpił na turniejach mistrzostw świata juniorów do lat 18 w 2000 oraz mistrzostw świata juniorów do lat 20 w 2001 (Elita, nie rozegrał meczu) oraz mistrzostw świata juniorów do lat 20 w 2003 (Elita, rozegrał pięć spotkań). W sezonie 2013/2014 został kadrowiczem seniorskiej kadry Węgier, w barwach której uczestniczył w turnieju mistrzostw świata w 2014 (Dywizja IA, nie rozegrał meczu).

## Sukcesy
Klubowe
- Srebrny medal mistrzostw Słowacji: 2004, 2005 z HKm Zvolen
- Złoty medal 1. ligi słowackiej: 2005 z HKm Zvolen B, 2006, 2008 z HC 05 Banská Bystrica
- Srebrny medal mistrzostw Węgier: 2011 z DAB. Docler
- Złoty medal mistrzostw Węgier: 2013, 2014 z DAB. Docler
- Puchar Węgier: 2010, 2011, 2012, 2014 z DAB. Docler
- Brązowy medal MOL Liga: 2010 z DAB. Docler
- Srebrny medal MOL Liga: 2011 z DAB. Docler
- Złoty medal MOL Liga: 2012, 2013 z DAB. Docler

Indywidualne
- Mistrzostwa Świata Juniorów w Hokeju na Lodzie 2003/Elita:
  - Drugie miejsce w klasyfikacji liczby meczów bez straty gole: 2 z 5
  - Drugie miejsce w klasyfikacji skuteczności interwencji: 93,33%[12]
  - Czwarte miejsce w klasyfikacji średniej goli straconych na mecz: 1,92[13]